# Scots Bay (zatoka)
Scots Bay (do 5 kwietnia 1961 Scotsman Bay, 30 sierpnia 1966–30 stycznia 1967 Scotts Bay) – zatoka (ang. bay) kanału morskiego Minas Channel w kanadyjskiej prowincji Nowa Szkocja, w hrabstwie Cumberland; nazwa Scotsman Bay urzędowo zatwierdzona w 1924 (potwierdzona 31 maja 1944 i 5 lipca 1951).